# نویلوین
نویلوین (به آلمانی: Neulewin) یک شهر در آلمان است که در مرکیش-اودرلند واقع شده‌است. نویلوین  ۱٬۰۵۳ نفر جمعیت دارد.